# Kamienica Warszawskiego Towarzystwa Dobroczynności
Kamienica Warszawskiego Towarzystwa Dobroczynności – kamienica znajdująca się przy ul. Bednarskiej 28/30, wzniesiona w latach 1840–1841 według projektu architekta Jana Jakuba Gaya. Stanowi część kompleksu budynków, które powstały z częściowym wykorzystaniem murów pałacu Kazanowskich.

## Opis
Kamienica wyróżnia się wśród zabudowy ulicy Bednarskiej monumentalną fasadą o trzech kondygnacjach nawiązującą do wczesnorenesansowych pałaców florenckich. Przy długości fasady 54,8 m posiada tylko 5 osi okiennych o rozstawie ok. 9 m. Parter budynku wypełnia rustyka, obydwa piętra są gładko tynkowane. Otwory okienne pięter o łukowych przekryciach otaczają profilowane łuki wsparte na konsolach w kształcie aniołów, trzymających tarcze herbowe z Okiem Opatrzności. Kondygnacje oddzielone są gzymsami. Fasadę wieńczy monumentalny gzyms-okap oparty na rzędzie kroksztynów. W dachu wygospodarowano pomieszczenia użytkowe, wskutek czego pojawił się rząd dziesięciu lukarn. Wskutek stromo opadającego chodnika ulicy Bednarskiej, otwory drzwiowe w parterze mają zróżnicowaną wysokość.
Kamienica przetrwała II wojnę światową i powstanie warszawskie bez większych uszkodzeń.
Budynek stanowi znaczące osiągnięcie warszawskiej architektury lat 40. XIX wieku: w wyjątkowo niekorzystnej lokalizacji, przy wąskiej, stromej uliczce powstał obiekt, który bez korzystania z dosłownych zapożyczeń przekazał atmosferę i skalę wczesnorenesansowych pałaców florenckich. W Warszawie jest jeszcze jeden budynek o podobnej architekturze; łącznik między budynkami Głównego Urzędu Miar przy ul. Elektoralnej, również dzieło Jakuba Gaya.